# Џејк Ламота
Џакоби Ламота (енгл. Giacobbe LaMotta; Њујорк, 10. јул 1922 — Мајами, 19. септембар 2017) био је амерички професионални боксер, бивши светски шампион у средњој категорији и стенд-ап комичар. Познат под надимком Разјарени Бик, био је агресиван борац који није био нарочито изражен ударач, али би своје противнике подвргавао жестоким премлаћивањима у рингу.
По њему је снимљен филм Разјарени Бик, а Ламоту је тумачио Роберт Дениро који је за то добио Оскара за најбољу мушку главну улогу. Поред тога, добио је Оскара и за режију.